# Michael Raymond-James
Michael Raymond-James (tên khai sinh: Michael Weverstad; sinh ngày 24 tháng 12 năm 1977) là một nam diễn viên người Mỹ.

## Thời thơ ấu
Raymond-James sinh ra ở Detroit, Michigan, và tốt nghiệp trường trung học Clarkston năm 1996, nơi anh là một ngôi sao bóng đá và theo dõi. Ông bắt đầu làm nhà hát và học tại Nhà hát Lee Strasberg và Viện phim ở New York, với George Loros, Geoffrey Horne và Robert Castle. Sau một vài lần diễn xuất trên sân khấu ở New York, bao gồm cả 'Khu rừng Petrified' tại Nhà hát Pantheon, anh chuyển đến Los Angeles.

## Danh sách phim

### Điện ảnh
| Năm  | Tên              | Vai        | Ghi chú   |
| ---- | ---------------- | ---------- | --------- |
| 2000 | Minor Blues      | Dill       |           |
| 2006 | Black Snake Moan | Gill       |           |
| 2010 | The Twenty       |            |           |
| 2011 | Bowman           | Mickey     | Phim ngắn |
| 2012 | Jack Reacher     | Linsky     |           |
| 2013 | Road to Paloma   | Irish      |           |
| 2014 | The Salvation    | Paul       |           |
| 2016 | The Finest Hours | D.A. Brown |           |